# Gröden

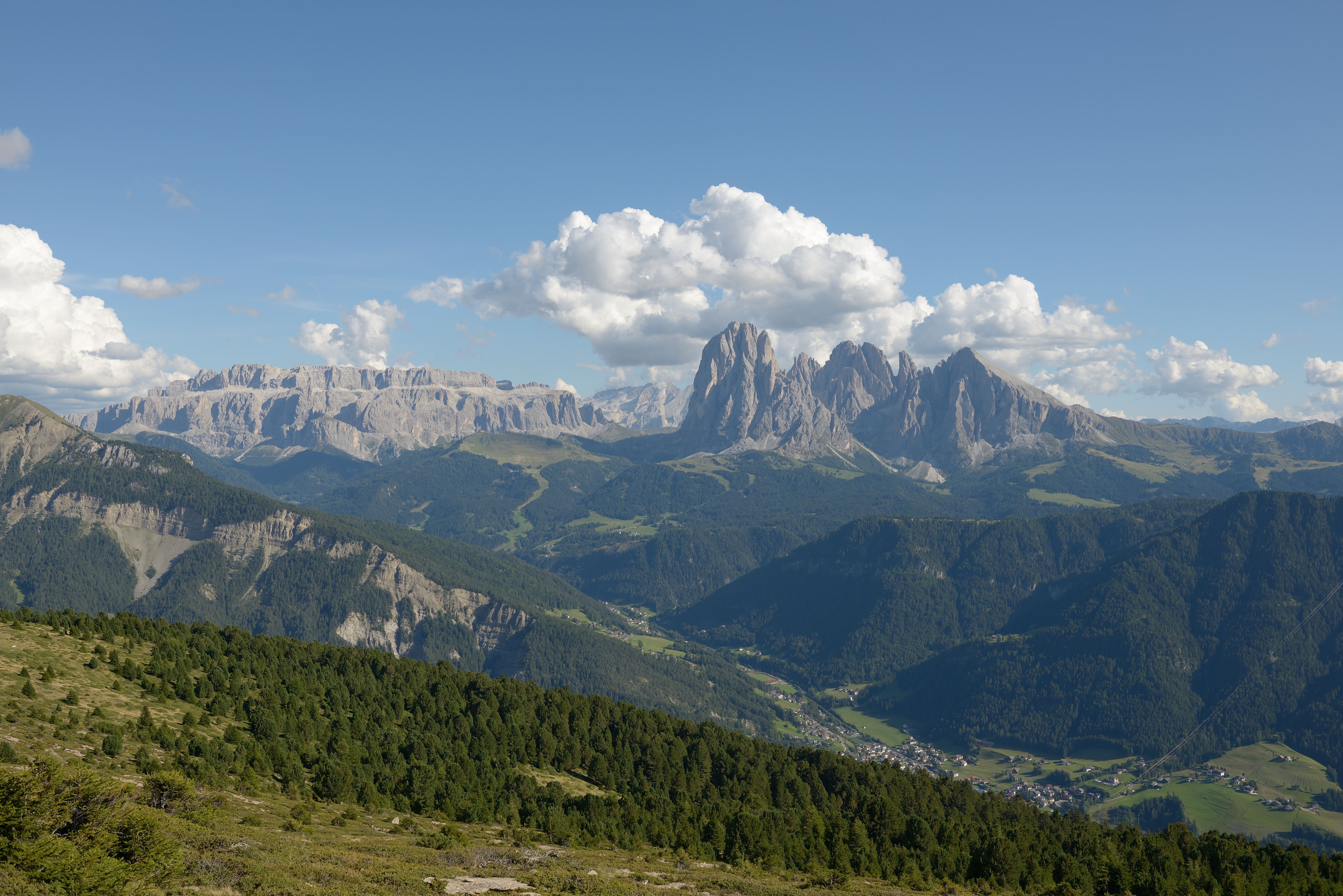
Blick auf Gröden von Nordwesten

Nordansicht im Winter

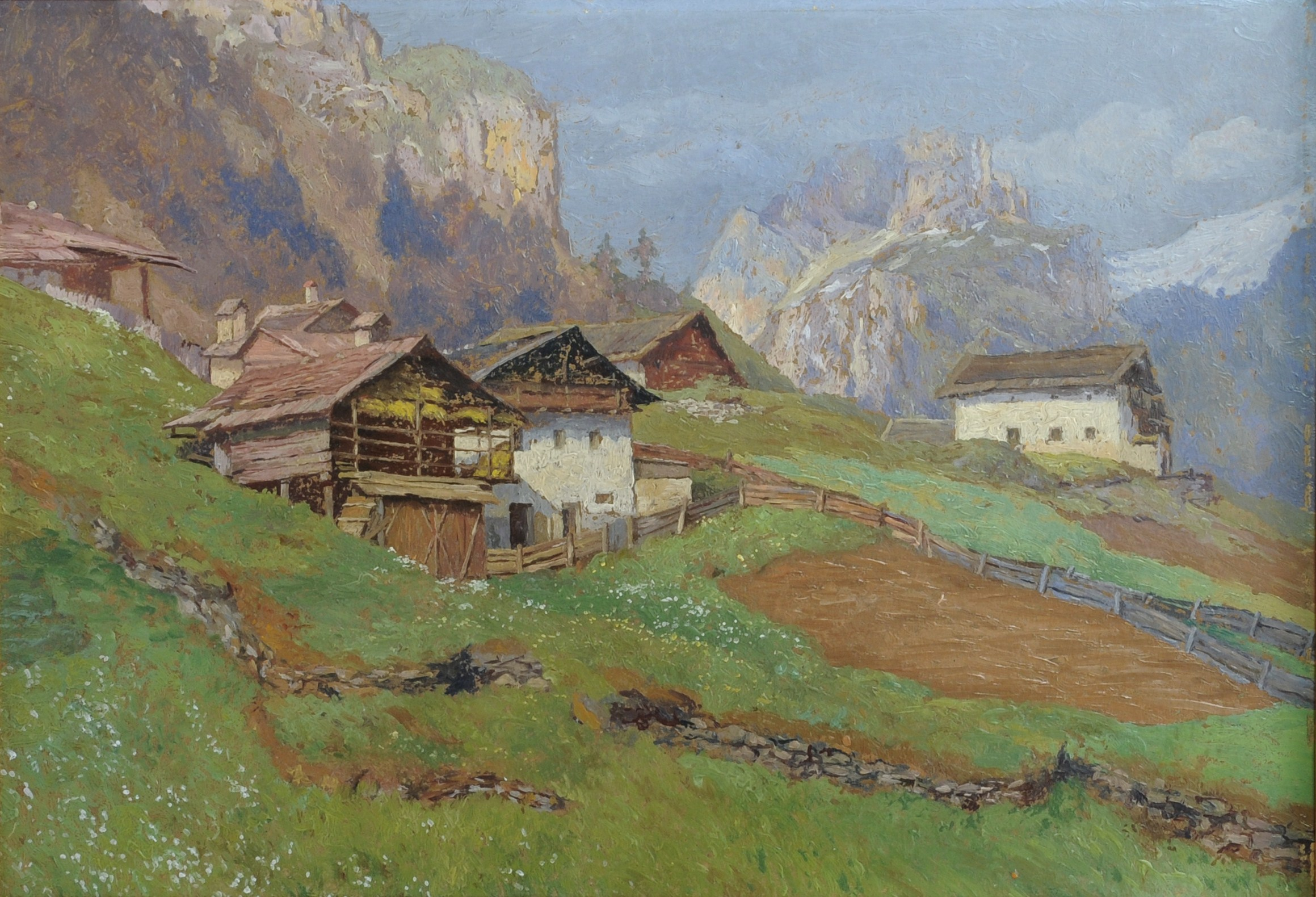
Gehöft in Wolkenstein (im Hintergrund die Stevia und der Mont de Seura), Gemälde von Gustav Jahn

Gröden, auch Grödental, Gröd(e)ner Tal oder Gröd(e)nertal genannt (ladinisch: Gherdëinaⓘ; italienisch: Val Gardena), ist ein Dolomitental in Südtirol (Italien). Das Talinnere gehört zusammen mit dem Gader- und dem Fassatal, Buchenstein (Fodom) und Cortina d’Ampezzo (Anpezo) zum ladinischen Sprachgebiet und wird dementsprechend zu Ladinien gezählt.

## Geographie

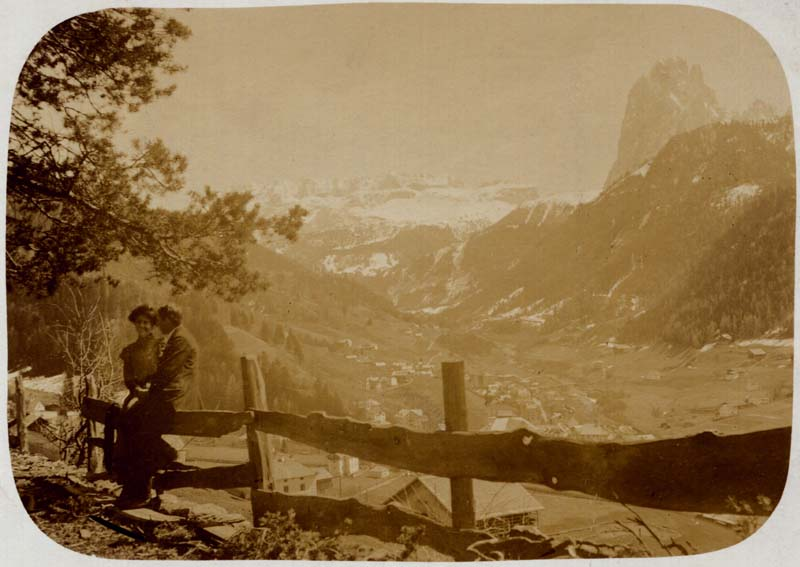
„Kleine Liebesszene“ – Motiv aus dem Grödner Tal, um 1895

### Allgemeines
Das 25 km lange Seitental zweigt vom mittleren Eisacktal ab und führt nach Osten hinauf bis zum Sellastock bzw. zu den Pässen Sella- und Grödner Joch, welche am Sellastock an der südlichen bzw. östlichen Seite anschließen. Durchflossen wird Gröden vom Grödner Bach (oder Derjon bzw. Dirschingbach), der mit einer Länge von etwa 26 km und einem Einzugsgebiet von 199 km² einen der wichtigsten Zuflüsse des Eisacks darstellt.
Das untere Grödner Tal ist mehrheitlich deutschsprachig und gehört auf seiner orographisch rechten Seite zur Gemeinde Lajen, auf seiner orographisch linken im Taleingangsbereich zu Waidbruck und anschließend zu Kastelruth. Das eigentliche Gröden im Sinne der heutigen sprachlichen Mehrheitsverhältnisse beginnt erst ca. 9 km taleinwärts nach der Talenge von Pontives, auch Porta Ladina genannt. Das mehrheitlich ladinischsprachige Talinnere verteilt sich auf die Gemeinden St. Ulrich (ladinisch Urtijëi), St. Christina (Santa Cristina) und Wolkenstein (Sëlva) sowie ebenfalls Kastelruth (Ćiastel).
Teile der nordseitigen Talflanken sind im Naturpark Puez-Geisler unter Schutz gestellt.

### Ortschaften
Die zu Lajen gehörenden Ortschaften im unteren, überwiegend deutschsprachigen Teil des Grödner Tals sind Tschöfas, Tanirz und St. Peter, auf der gegenüberliegenden Seite im Schlerngebiet liegen die Kastelruther Fraktionen Tagusens und St. Michael.
Die drei ladinischsprachigen Gemeinden im Talinneren haben ca. 10.000 Einwohner, verteilt auf St. Ulrich (Urtijëi), St. Christina (S. Cristina) und Wolkenstein (Sëlva). Fraktionen oder Weiler sind St. Jakob (Sacun) bei St. Ulrich, Soplajes bei St. Christina, Pozza (La Poza) und Plan bei Wolkenstein. Die linke Seite des Talinneren von Pontives bis zum Jenderbach gehört ebenfalls zur Gemeinde Kastelruth (Ćiastel): Zu ihr zählen die mehrheitlich ladinischsprachigen Fraktionen Pufels (Bula), Runggaditsch (Runcadic) und Überwasser (Sureghes).

### Berge
Gröden ist von einer Vielzahl von Almen und Bergen umgeben.
Die Grödner Dolomiten sind die Geislergruppe, die Puezgruppe, die Sellagruppe, die Langkofelgruppe und die Schlerngruppe. „Diese [...] Gruppen können als die abwechslungsreichsten, malerischesten der gesamten Dolomiten bezeichnet werden. Mit Ausnahme des Langkofels und der Boèspitze an Wucht hinter den Sextner Dolomiten, der Marmolata und Palagruppe zurückstehend, übertreffen sie aber diese an Zerrissenheit, Vieltürmigkeit und kühnen Felsgestalten und sind beliebte Ziele der Dolomitenkletterer.“
Gipfel im Norden des Tals sind die Raschötz (2317 m s.l.m.) und Seceda (2519 m), der Pitschberg (2363 m), die Geislerspitzen (3025 m), die Stevia (2555 m), der Col dala Pieres (2747 m) und die Puezspitzen (2918 m).
Im Osten befinden sich die Cirspitzen (2592 m), das Grödner Joch, die Gipfel der Sellagruppe mit der Boèspitze (3152 m) und das Sellajoch.
Im Süden liegen die weitläufigen Almböden der Ciampinoialm, des Monte Pana und der Seiser Alm mit Puflatsch. Dahinter erheben sich die Langkofelgruppe (höchster Gipfel der Langkofel mit 3181 m) und die Schlerngruppe mit den Rosszähnen (2653 m), der Roterdspitze (2655 m) und dem Schlern (2564 m). Über dem Talausgang liegt die Mittelgebirgslandschaft des Schlerngebiets.

### Geologie Grödens
Grödens Gebirge ist ein Teil der Südlichen Kalkalpen. Der Aufbau ähnelt der Geologie des Bletterbaches.
Geologische Periode Karbon
- Quarzphyllit St. Peter

Geologische Periode Perm
- Waidbrucker Konglomerat, fraglich ob in Gröden vorhanden.
- Etschtaler Vulkanit-Gruppe, früher auch Bozener Quarzporphyr genannt, darin die Auer-Formation am Raschötzerberg
- Gröden-Formation (Cuecenes)
- Bellerophon-Formation

Geologische Periode Trias
- Werfen-Formation
- (unterster) Alpiner Muschelkalk
- Sarl-Dolomit: unterster Dolomitfels, der in typischer Weise in St. Ulrich auf den Höhen zwischen 1700 und 2200 m erscheint (Pedrotsch, Sass Rigais, Seceda)
- Buchenstein-Formation

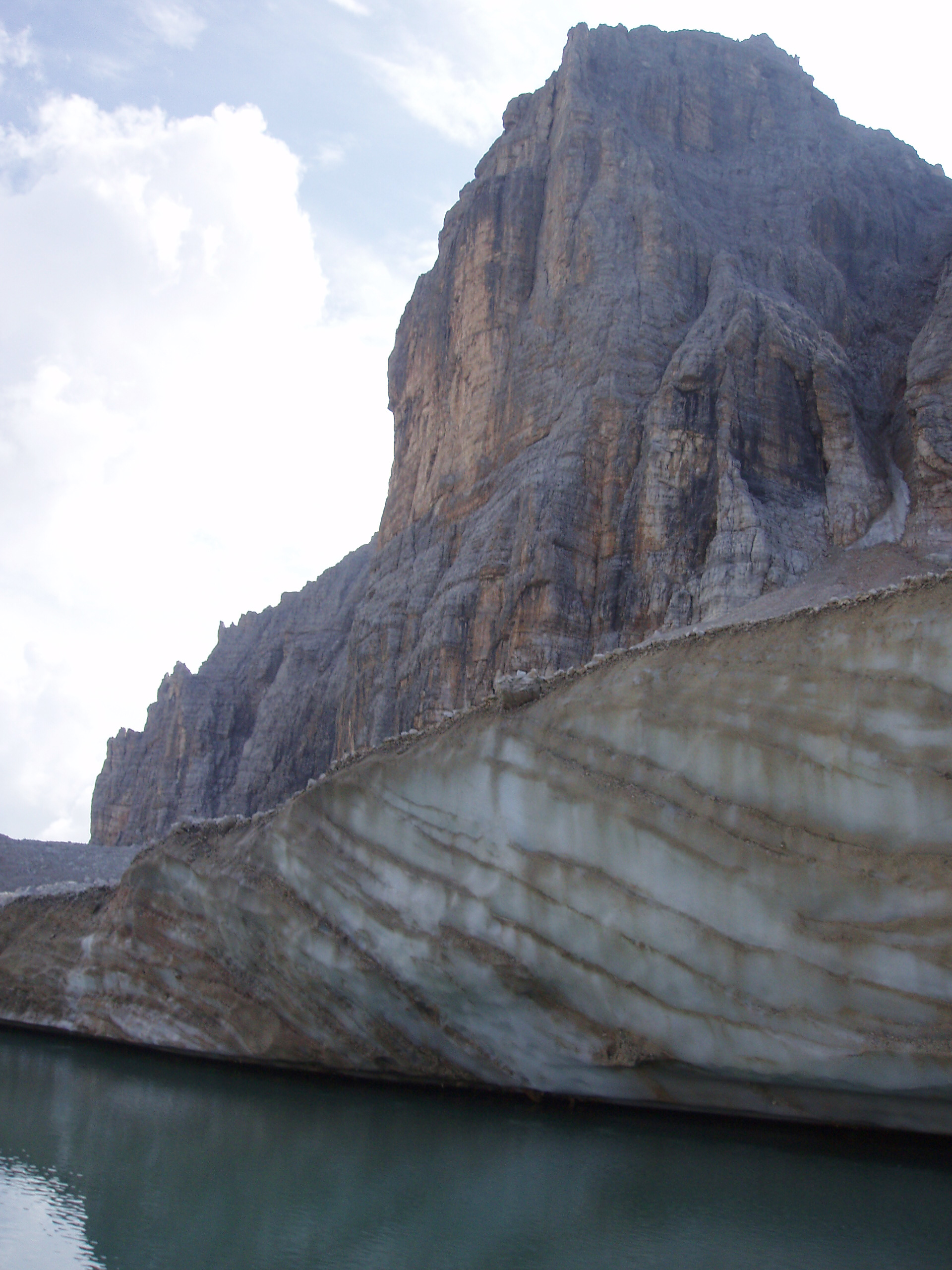
Der sagenumwobene Gletschersee Lech dl Dragon auf dem Meisulesplateau im Sellamassiv

- Wengen-Formation, Fossil Daonella Lommeli
- Sankt-Cassian-Formation
- Schlerndolomit
- Raibler Schichten, mit der Pordoi-Formation wird die Sellagruppe, wie besonders gut aus Gröden ersichtlich, in zwei Stöcke aufgeteilt.
- Dolomia Principale (Hauptdolomit), Fossilien Megalodonten

Geologische Periode Jura
- Jura, Leitfossil des Jura Ammoniten

Geologische Periode Kreide
- Kreide-Gestein, Ammonitenfunde in der Puezgruppe.

### Seen
In Gröden liegen einige kleine Bergseen, die meisten auf einer Meereshöhe über 2000 m. Der Lech dl Dragon (2680 m) auf dem Sellastock, der See Lech de Crespëina (2380 m) im Puezgebiet, die Seen Lech Sant (2096 m), Lech da Iman (2208 m), Lech da Rijeda (2135 m) und Lech dla Scaies (2050) auf der Mastlè Alm, und Lech Lagustel (1826 m) unter dem Pitschberg.

### Waldbestand
Der Grödner Wald besteht fast nur aus Nadelbäumen. An den Südhängen des Tales wachsen hauptsächlich Fichten und Lärchen, über der Raschötzer Porphyrplatte Föhren als Pionierpflanzen und in den Höhenlagen über 1700 m fast ausschließlich Zirbelkiefer und Latschenkiefer.

## Geschichte

### Urgeschichte
Über die Vorzeit im Dolomitengebiet ist nicht viel bekannt. Manche Funde bekunden zwar eine frühe Besiedlung des Landstriches, doch im Allgemeinen kann man über die genaueren Lebensformen nur Vermutungen anstellen.
Ein Fund in Gröden ließ vor Jahren die Archäologen aufhorchen: Am Abri Plan de Frea wurden bei Ausgrabungen vorgeschichtliche Artefakte entdeckt. Archäologen datierten diese Funde auf 6000 Jahre vor Christi Geburt. Bei den Pfeilspitzen, Nadeln und übrigen Geräten handelt es sich um die erwiesenermaßen ältesten prähistorischen Funde im gesamten Dolomitengebiet. Wahrscheinlich trifft die Vermutung zu, dass Jäger auf ihren Streifzügen unter dem riesigen Felsblock am Plan de Frea (unterhalb des Grödner Joches) eine provisorische Unterkunft – zumindest in den Sommermonaten – suchten. Eine fixe Besiedlung des Ortes in den Wintermonaten gab wohl nicht.
Die zweitältesten Funde stammen aus der La-Tène-Zeit. Am Col de Flam bei St. Ulrich wurden bronzene Fibeln, Schmuckstücke, eiserne Äxte, gallische Langschwerte und primitive Bauerngeräte gefunden. 400 v. Ch. soll es solche Gegenstände gegeben haben.
Die erste Urkunde über Gröden stammt aus den Jahren 993/94–1005: In einer Traditionsnotiz des Hochstifts Freising übertrug der bayerische Graf Otto aus dem Geschlecht der Rapotonen dem Bischof Gottschalk von Freising unter anderem ad Gredine forestum (Waldgebiet in Gröden).

### Kirchengeschichte
1027 gelangte Gröden unter die Herrschaft des Bischofs von Brixen bzw. von dessen Vögten, zunächst den Grafen von Andechs und dann den Grafen von Tirol. Ursprünglich wurde Gröden kirchlich von Albeins aus betreut, im 12. Jahrhundert ging die Betreuung an die Pfarre Lajen über. 1342 wurde ein Ulrichskirchlein urkundlich genannt. 1418 entstand die erste Kuratie in Gröden in St. Christina und hatte ihren ersten Seelsorger. 1655 wurde in St. Ulrich eine Kuratie eingerichtet und 1735 entstand in Wolkenstein ein Benefizium. Die linke Talseite war seelsorgerisch von Kastelruth abhängig, bis 1637 in Pufels eine Kuratie errichtet wurde. 1778 wurde die Fraktion Überwasser der Kuratie St. Ulrich zugeordnet. Erst 1902 wurde St. Ulrich zur Pfarre erhoben, wodurch Gröden nicht mehr von Lajen abhängig war.

### Tirol 1809

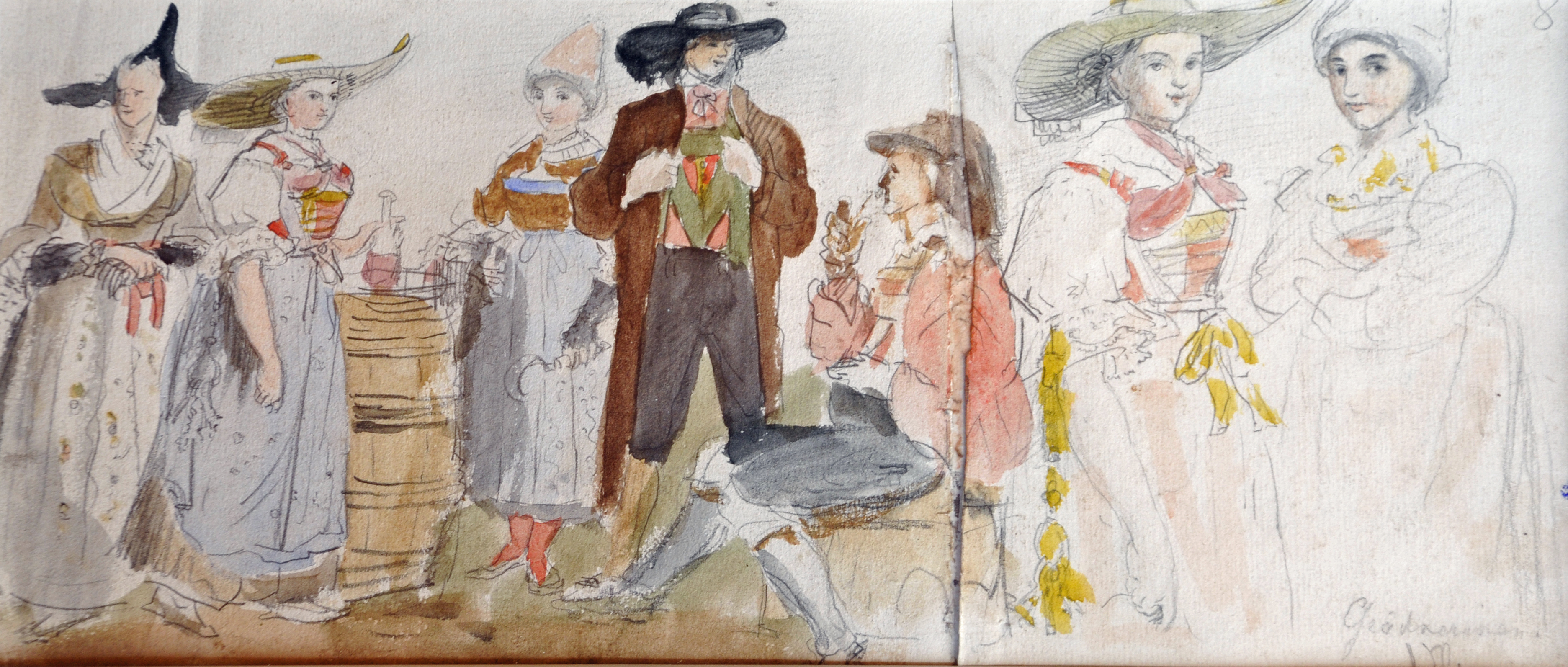
Grödner Trachten in einer Skizze von Josef Moroder Lusenberg

Im Zuge der Tiroler Revolte von 1809 zogen an die 1200 Mann unter der Führung des napoleonischen Generals Luis Peyri zwischen 2. und 4. November 1809 durch Gröden. Die französischen Bataillone waren zunächst in Plan bei Wolkenstein und anschließend am Antoniboden in St. Ulrich stationiert, wo sie laut Josef Moroder-Lusenberg einen geschlachteten Stier am Lagerfeuer verzehrten. Demselben Bericht zufolge ritt Andreas Moroder, Vorsteher von St. Ulrich, Sturmkommandant der Grödner Schützen, Kaufmann und Großvater des Malers, den Soldaten in Wolkenstein entgegen. Mit einem eleganten spanischen Anzug bekleidet und eine weiße Fahne mit sich führend wollte er die Franzosen besänftigen, indem er ihnen freies Geleit durch das Tal zusicherte. Er wurde jedoch gefangen genommen und als Geisel nach Mühlbach in das Pustertal verbracht. In der Folge überlebte er die Schlacht, die am 4. November 1809 zwischen dem Lajener Ried und der Starzerbrücke bei Waidbruck stattfand und bei der etwa 400 französische Soldaten von den Tiroler Freiheitskämpfern getötet wurden.
Die Grödner Schützen beteiligten sich 1809 an zahlreichen Kämpfen, doch ist aufgrund der geringen Zahl an Grödner Gefallenen anzunehmen, dass die Abordnungen des Tales über keine großen Mannschaftsstärken verfügten, da viele junge Grödner im Ausland (Italien, Frankreich und Spanien) in den über 300 Handelsstationen Grödens tätig waren. Auch in Gröden selbst mussten die französischen Soldaten bei ihrem Durchzug keinen nennenswerten Widerstand gewärtigen.
Ende 1809 äußerte das Gericht Wolkenstein in einer Resolution den Wunsch, mit Deutschtirol, also dem damaligen Königreich Bayern, vereinigt zu bleiben. Im Vertrag am 7. Juli 1810 wurde der südliche Teil Tirols an Italien und Illyrien abgetreten. Die Grenze verlief an den Hauptkämmen der Langkofel- und Schlerngruppe.

### Die Überschwemmungen in Gröden
Im Spätsommer und wiederum im Herbst 1882 wurden Südtirol und Gröden von einer Hochwasserkatastrophe heimgesucht. Es waren ein Dutzend Tote, ein Bergrutsch in Wolkenstein, die Zerstörung vieler Häuser, Kornmühlen, Waldflächen zu verzeichnen. Die Zerstörung von zahlreichen Drechselstuben und der Talstraße fügte der florierenden Grödner Holzindustrie einen schweren Schaden zu. Erst am 4. Januar 1883 konnte die provisorische Wiederherstellung der Grödnerstraße gemeldet werden. Im gesamten Tal blieben nur 2 Brücken übrig und 19 mussten wieder gebaut werden. Friedrich Borgfeldt, ein norddeutscher Kirchspielvogt, 1875 nach Meran umgesiedelt, startete eine erfolgreiche Spendenaktion in Schleswig-Holstein und konnte einige Tausend Gulden an die in Not geratenen Grödner verteilen. Dafür erhielt er von den Gemeinden Grödens als Zeichen der Dankbarkeit sechs bemalte Holzstatuen, die Grödner Tracht darstellend, des Malers und Bildhauers Josef Moroder Lusenberg.

### Gewerbliche Tätigkeiten und Hausindustrie
Der Tiroler Landreim bezeugte schon 1558, dass der Grödner Loden bekannt war: Bestaunt sind Layener Weizen … und Grödner Loden steif
Weizen, Obst und Wein konnten wegen der Höhenlage in Gröden nicht angebaut werden, deshalb mussten sich die Grödner von jeher um weitere Einnahmequellen neben Landwirtschaft und Viehzucht kümmern. Das Holzschüsselndrehen scheint im 16. und 17. Jahrhundert (größere Schüsseln wurden schon im Wald gedreht) eine größere Bedeutung gehabt zu haben.
Ab dem 17. Jahrhundert war das Spitzenklöppeln ein wichtiger Tätigkeitszweig. Aus dieser Zeit stammt die Sprachwendung Ji cun l puntl, zurückführend auf den Brauch, dass Frauen sich zur Klöpplerei und zu Gesprächen versammelten. Die Klöpplerei fand um 1830/1840 in Gröden ein rasches Ende, als die Herstellung von Holzspielzeug und Kleinplastiken sich in jeder Familie verbreitete und ein wichtiger Ertragszweig der Grödner Wirtschaft wurde. In Gröden wurden jährlich bis zu eine Million Holzpuppen hergestellt.

### Hausierhandel

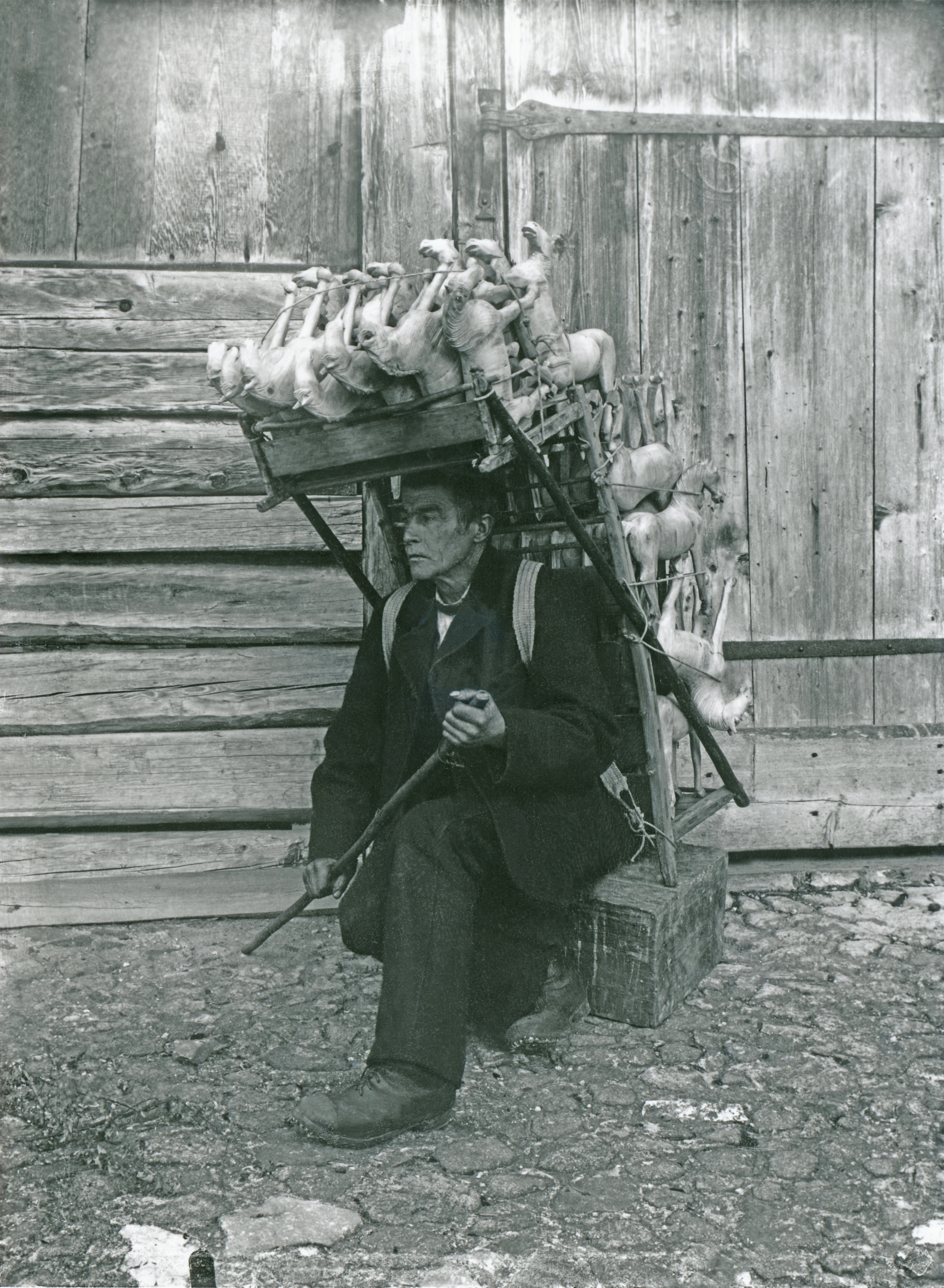
Buckelkrämer in Gröden mit einer Ladung von holzgeschnitzten Pferden

Ende des 17. Jahrhunderts verbreitete sich unter den Grödnern und besonders Grödnerinnen der Hausierhandel, wohl um die selbst erzeugte Ware zu veräußern.
Schon Ende des 18. Jahrhunderts reichten die Handelsbeziehungen der Grödner weit über Tirol hinaus. In vielen Städten Europas wurden Handelsniederlassungen errichtet und viele Grödner betätigten sich auch als Makler und Geldwechsler wie z. B. die Familie Perathoner in Florenz. Ein Mitglied dieser Familie, Gian Domenico Bruno Perathoner, schenkte 1807 der Pfarrkirche St. Ulrich eine Madonna aus Alabaster von Luigi Colli, die im Museum Gherdëina ausgestellt ist.
Anfang des 19. Jahrhunderts führte Gröden schon über 400 Niederlassungen in Europa, einschließlich Russland, bis Alexandrien in Ägypten und Nordamerika. Um 1800 waren etwa zwei Drittel der Grödner Bevölkerung im Ausland unterwegs.
Ein neues Wehrgesetz, das die längere Abwesenheit der Männer vom Tal verhinderte, und die Verbesserung des Verkehrs, unter anderem durch die Entstehung der Eisenbahnen, förderten das Verlagssystem, wobei dieses Verkaufsnetz sich allmählich auflöste.

### Grödner Familiennamen
Die am häufigsten vorkommenden Familiennamen sind: Senoner, Demetz, Perathoner, Runggaldier, Insam, Mussner, Moroder, Kostner, Prinoth, Stuffer, Comploi, Bernardi, Kasslatter, Ploner, Vinatzer, Hofer, Rabanser, Schenk, Pitscheider, Malsiner, Lardschneider, Pitschieler, Delago, Sotriffer.

## Sprache und Volkstum
Im äußeren („unteren“) Grödner Tal von Waidbruck im Eisacktal bis zum Boden von Pontives auf einer Höhe von 1200 m spricht man mehrheitlich Deutsch. Lajen weist beispielsweise einen Anteil der Ladinischsprachigen von knapp 6 % auf; rund 4 % sprechen Italienisch als Erstsprache. Hinter der Talenge der Porta Ladina dominiert in den Hauptgemeinden St. Ulrich, St. Christina und Wolkenstein bis über das Grödner Joch hinaus das Ladinische. Die Grödner sprechen jedoch neben ihrer Muttersprache auch Deutsch und Italienisch.
Für das Ladinische und das Grödner Volkstum setzten sich u. a. Tresl Gruber, Franz Prugger, Bruno Moroder, Amalia Obletter, Frieda Piazza, Christian Moroder, Max Tosi und Alex Moroder ein.
Bekannt sind die Grödner Trachten, die zu besonderen, meistens kirchlichen Anlässen noch gern getragen werden. Siehe hier.
Gröden ist reich an Sagen, die teilweise von Karl Felix Wolff in den Dolomitensagen verarbeitet wurden (s. auch hier). Viele Sagen sind jedoch nicht veröffentlicht bzw. niedergeschrieben worden.

## Verkehr
1856 wurde eine erste befahrbare Straße ins Tal gebaut. Heute ist es in erster Linie vom Eisacktal her durch die SS 242 und ihre Zufahrtvariante SS 242 dir für den Kraftverkehr erschlossen. Die SS 242 verbindet Gröden zudem übers Sellajoch mit dem Fassatal, die SS 243 übers Grödner Joch mit dem Gadertal. Eine weitere Verkehrsverbindung besteht durch die Landesstraße 64 über den Panidersattel mit dem Schlerngebiet.
Das Tal wurde ab 1916 von der Grödner Bahn bis zu ihrer Einstellung im Jahr 1960 befahren.

## Wirtschaft

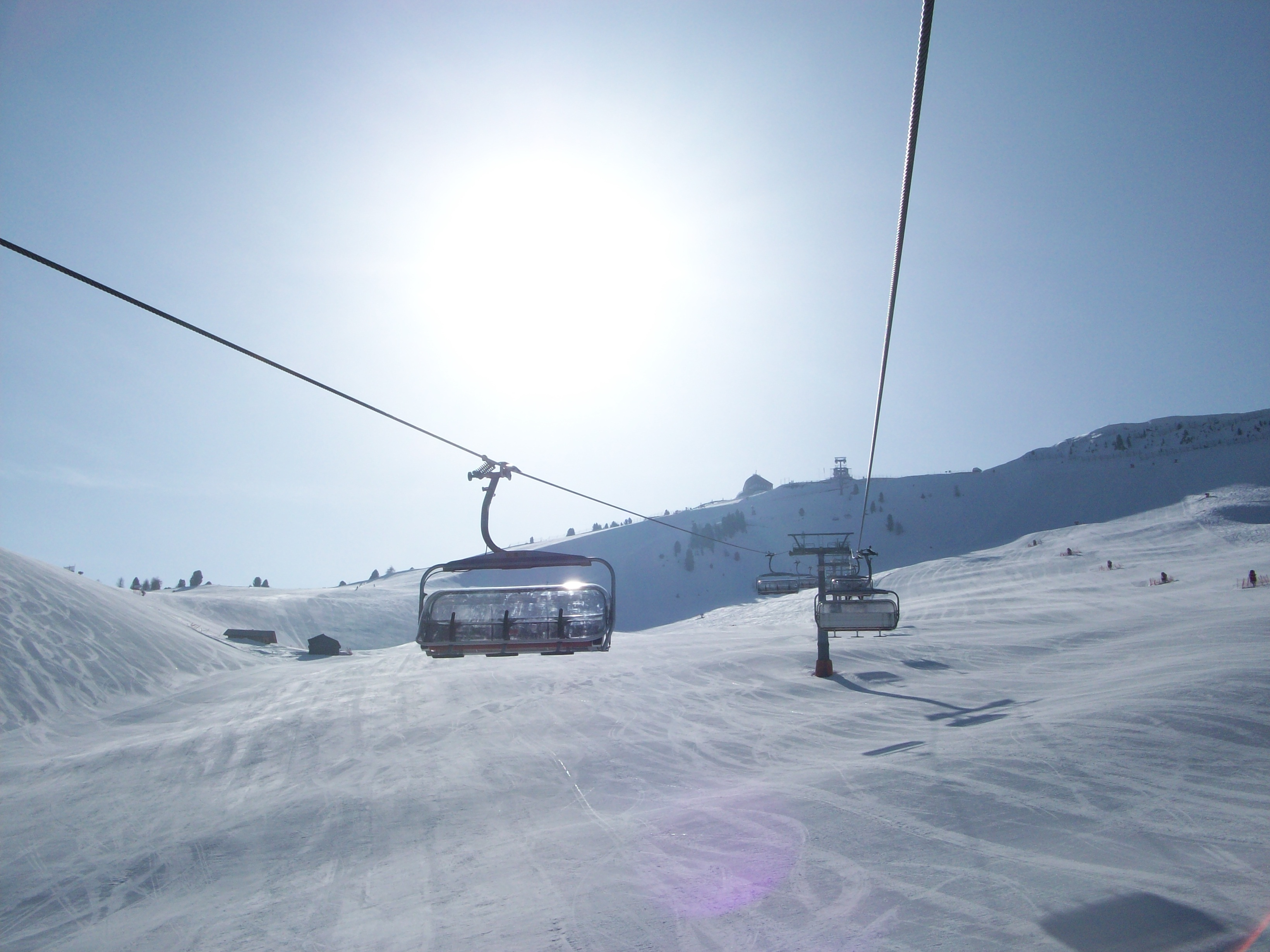
Teilstück der Saslong in Gröden

### Tourismus
Der wichtigste Wirtschaftszweig ist der Tourismus, insbesondere der Tourismus für den Wintersport.

### Grödner Holzschnitzkunst
Hauptartikel: Bildhauerei in Gröden
Besonders in St. Ulrich ist die Holzschnitzkunst mit Erstellung von Holzstatuen, Holzfiguren und Kircheneinrichtungen und einst das Holzspielzeug ein wichtiger Wirtschaftszweig.
Die Grödner Holzschnitzkunst entstand im beginnenden 17. Jahrhundert mit den Künstlerfamilien Trebinger und Vinazer, deren Mitglieder besonders im Eisacktal, in Brixen bei Adam Baldauf und vielleicht Hans Reichle, aber auch in Venedig und Rom, ihre Ausbildung erhielten. Schon im 18. Jahrhundert waren in ganz Gröden über vierzig Holzschnitzer tätig. Einen besonderen Aufschwung erreichte die sakrale Holzschnitzkunst in Gröden durch die Gründung der Zeichenschule in St. Ulrich. Der Ausbildung von Grödner Holzschnitzern an den Kunstakademien in München und Wien begründete Grödens führende Stellung in der sakralen Holzschnitzkunst. Über die Grödner Straße im Jahr 1856 und die Brennerbahn, die 1859 Verona und 1867 Innsbruck anband, konnten aus Gröden Spielzeug und Kircheneinrichtungen, hauptsächlich aus Holz, leichter und rascher exportiert werden. Die meisten Grödner Holzschnitzereien werden aus Zirbelholz geschnitzt.

## Sehenswertes
Museum:

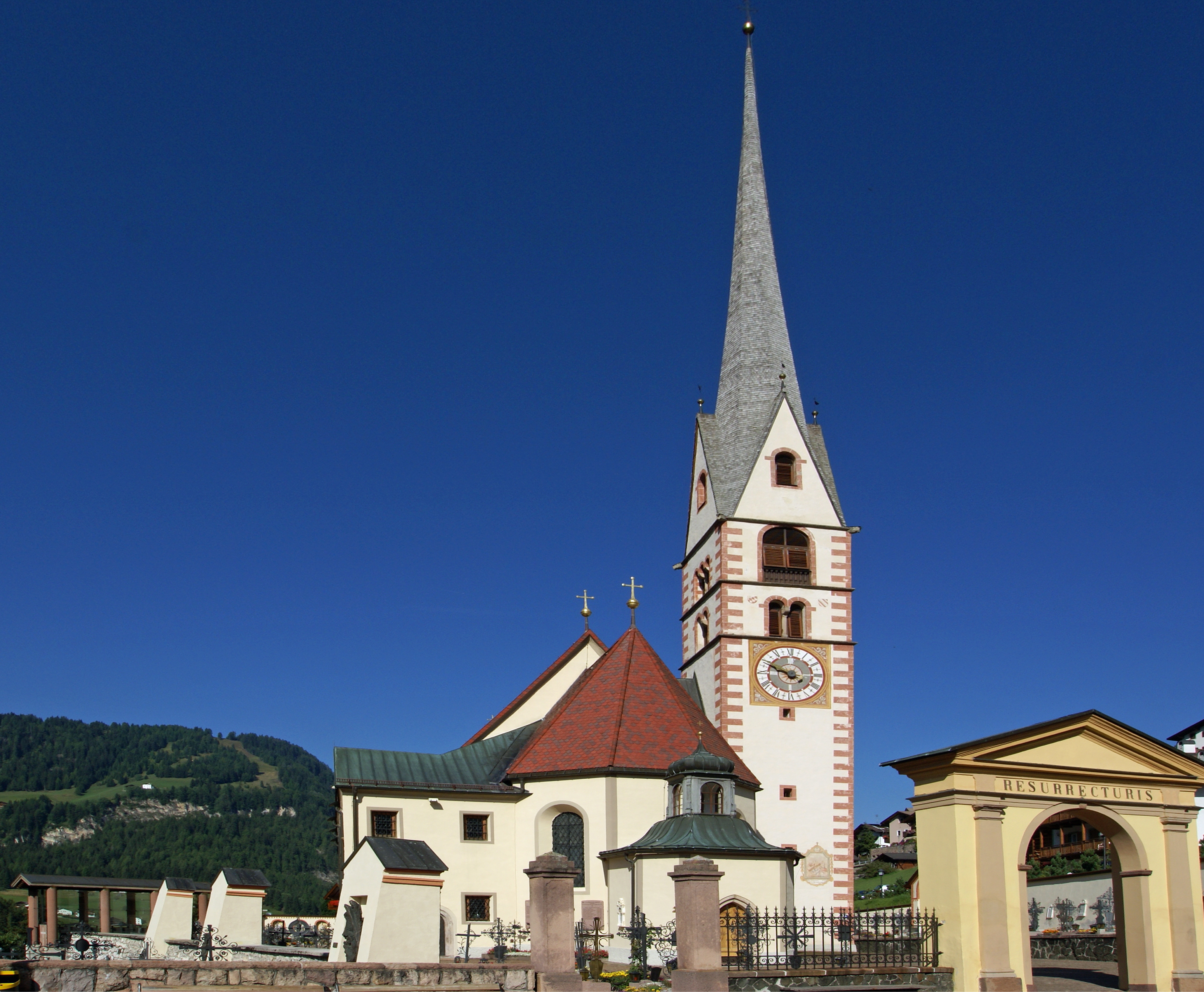
Pfarrkirche der Gemeinde St. Christina in Gröden

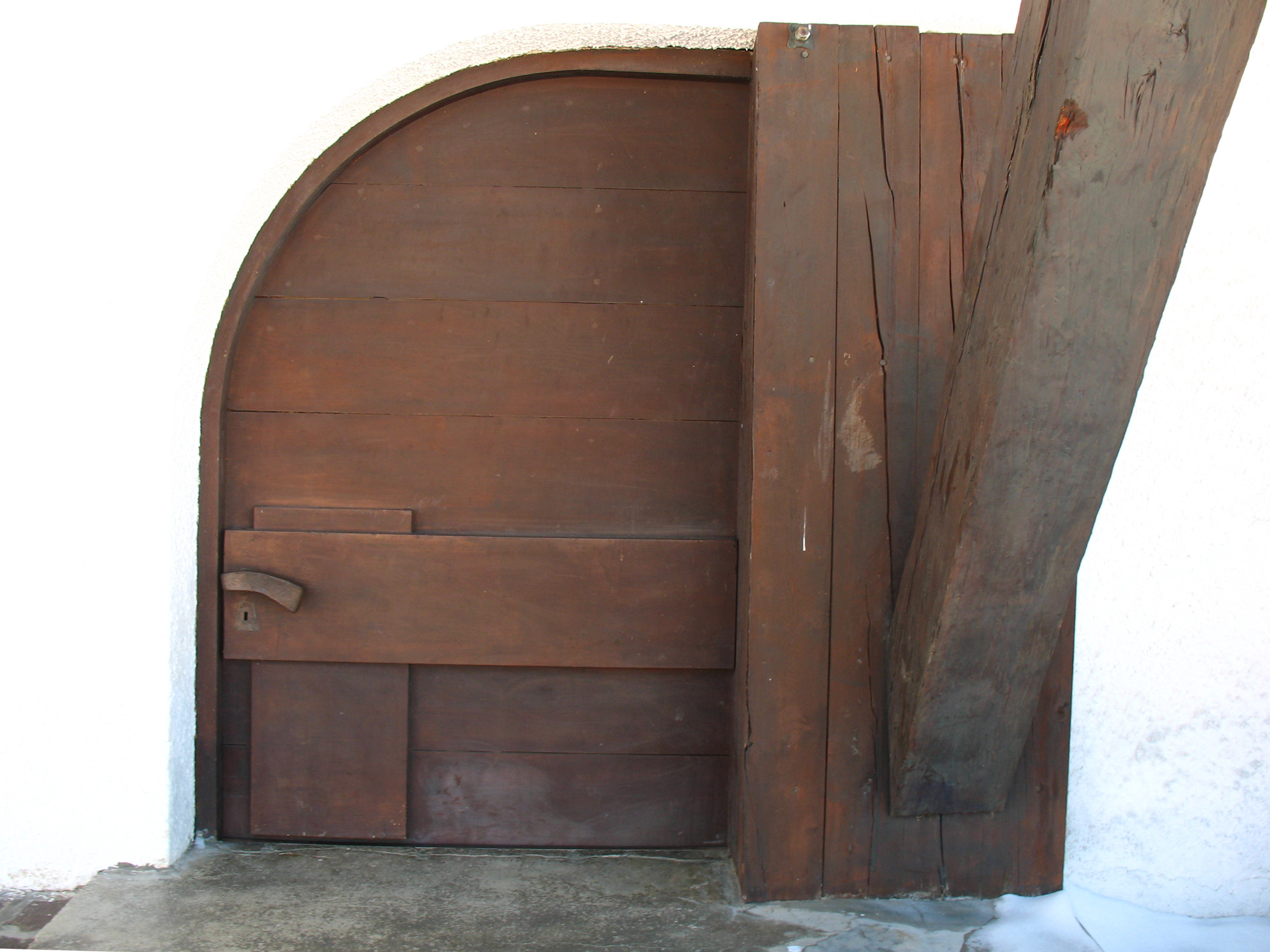
Tür der Bergkapelle von Monte Pana in St. Christina in Gröden

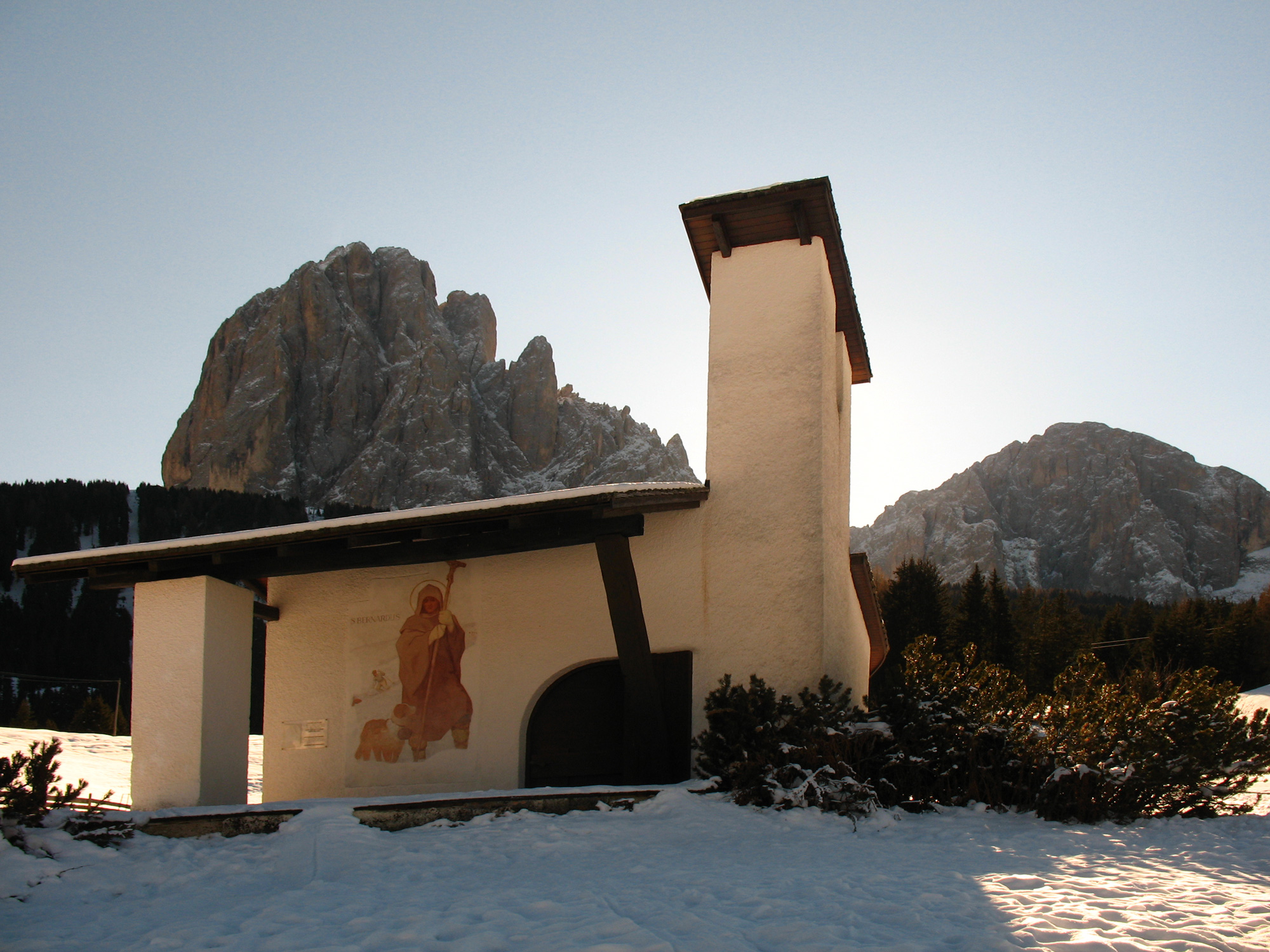
Bergkapelle von Monte Pana in St. Christina in Gröden

- Museum Gherdëina: Das Museum Gherdëina in der Cësa di Ladins in St. Ulrich, verfügt über eine reiche Sammlung von Grödner Holzschnitzereien vom 17. bis zum 20. Jahrhundert. Außerdem werden hier altes Grödner Holzspielzeug, Fossilien und Mineralien aus den Dolomiten, eine Sammlung archäologischer Funde aus dem Grödner Raum von der Stein-, Bronze- und Eisenzeit bis zur Römerzeit und über 30 Werke des Grödner Kunstmalers Josef Moroder Lusenberg gezeigt.
  - Einmalig im Alpenraum sind die Rötelzeichnungen auf einer spätmittelalterlichen Täfelung und
  - das barocke Fastentuch von St. Jakob.
  - Bekannt ist das Museum auch wegen des Nachlasses des Grödner Filmproduzenten, Bergsteigers und Architekten Luis Trenker.

### Kirchen
Die Pfarrkirchen in Gröden zeigen viele Exemplare guter Grödner Holzschnitzkunst.
- Die St.-Jakobs-Kirche ist die älteste Kirche mit spätgotischen Fresken der Brixner Schule und dem barocken Altar der Vinazer-Bildhauer.
- Pfarrkirche St. Ulrich in Gröden
- St.-Antonius-Kirche
- St.-Anna-Kirche
- Heiligkreuzkapelle Raschötz
- Pfarrkirche St. Christina in Gröden
- Bergkapelle in Pana: Die Kapelle des Architekten Franz Baumann auf Monte Pana, mit dem Kruzifix von Vinzenz Peristi und einem Fresko von Albert Stolz (1936), und das anliegende Berghotel sind ein Beispiel moderner alpiner Architektur der 1930er Jahre.

### Burgen
In Gröden bestehen drei Burgen:
- Burg Stetteneck in St. Ulrich,
- Burgruine Wolkenstein im Langental,
- Fischburg: In St. Christina/Wolkenstein steht die 'Fischburg', ein barocker Bau im Stil eines Schlosses. Sie ist im Besitz der venezianischen Adelsfamilie Franchetti.

Biennale
Seit 2008 findet zweijährlich die Biennale Gherdëina statt, eine Veranstaltung für
zeitgenössische Kunst.

## Film
- Zahlreiche Spielfilme von Luis Trenker wurden in Gröden aufgenommen.
- 1966 drehte Roman Polański die Außenaufnahmen zu seinem Kinofilm Tanz der Vampire in Gröden.

## Sport
Der Skisport wurde in Gröden gegen Ende des 19. Jahrhunderts eingeführt. Siehe dazu einen Artikel von Emil Terschak hier. So findet neben dem Breitensportbetrieb in Gröden auf der Saslong, einer Skipiste vom Ciampinoi nach Ruacia (Gemeinde Wolkenstein) hin, ein Herren-Abfahrts- und Super-G-Weltcuprennen statt. Auch wurde in Gröden die Alpinen Skiweltmeisterschaften 1970 ausgetragen. Gröden liegt auch an der Sellaronda, einer Ski-Tour rund um das Sella-Massiv. Des Weiteren ist es Bestandteil des Skigebiets Dolomiti Superski.
Seit dem Sommer 2007 stehen Langläufern auf dem Monte Pana mehrere Loipen zur Verfügung und nebenbei auch zwei Sprungschanzen in der Gemeinde St. Christina.
Auch der Eishockeysport hat in Gröden Tradition und entwickelte sich im Laufe der Jahre zum Volkssport schlechthin. Die Grödner Mannschaft (HC Gherdëina), die ihre Heimspiele im Eisstadion von St. Ulrich austrug, zählte jahrelang zu den besten Mannschaften Italiens. Der HC Gherdëina wurde viermal italienischer Eishockeymeister. Nach dem von einem Erdrutsch verursachten Einsturz des Stadions im Jahre 1998 wurde die Mannschaft mit dem Verein HC Selva vereint und nach Wolkenstein verlegt, wo sie heute noch spielt, jedoch nicht mehr auf dem Niveau alter Zeiten. Dieser Verein heißt nach der Zusammenlegung der beiden Vereine weiterhin HC Gherdëina und spielt in der Serie A2.
Im Sommer wird in Gröden hauptsächlich Wandern, Mountainbiken und Bergsteigen betrieben.

### Klettersteige
Von Gröden aus sind viele Klettersteige in den umliegenden Bergen leicht erreichbar:
- Oskar-Schuster-Steig auf die Plattkofelspitze in der Langkofelgruppe
- Pößneckersteig im Sellastock (ältester Klettersteig in den Dolomiten - Erbaut durch die DAV Sektion Pößneck 1912)
- Brigata Tridentina zum Pisciadùsee
- Große Cirspitze
- Sass Rigais in den Geislerspitzen
- Piz Duleda in der Puezgruppe

### Geologensteig
Ein Wandersteig (Geotrail) in den Grödner Dolomiten zwischen dem Panider Sattel und Pufels ermöglicht es, die Entwicklungsgeschichte der Dolomiten (mithilfe auch von acht Schautafeln in vier Sprachen) zu erleben.

## Nachhaltigkeit
Im Jahre 2023 wurde vom Verkehrsverein Gröden Dolomites Val Gardena ein Projekt zur Nachhaltigen Entwicklung des Tourismus in den drei Gemeinden Grödens entwickelt.
Im März 2023 hat Dolomites Valgardena das Zertifikat der Anwendung des Standards des Global Sustainable Tourism Council (GSTC) für nachhaltigen Tourismus erlangt.
Die Punkte dieses Programmes sind:
- Nachhaltigkeitsstrategie 2023–26
- Respekt den Dolomiten als UNESCO-Welterbe
- Bewusstsein über den eigenen Einfluss auf das Klima
- Ratschläge für einen nachhaltigen Bergurlaub in Gröden
- Nachhaltigkeitslabel für Betriebe
- Mobilitätszentrum Gröden
- Förderung von regionalen Produkten
- Verwahrung des Kulturerbes: Sprache, Kunst und Brauchtum
- Barrierefrei Urlauben

## Persönlichkeiten des Grödner Tals

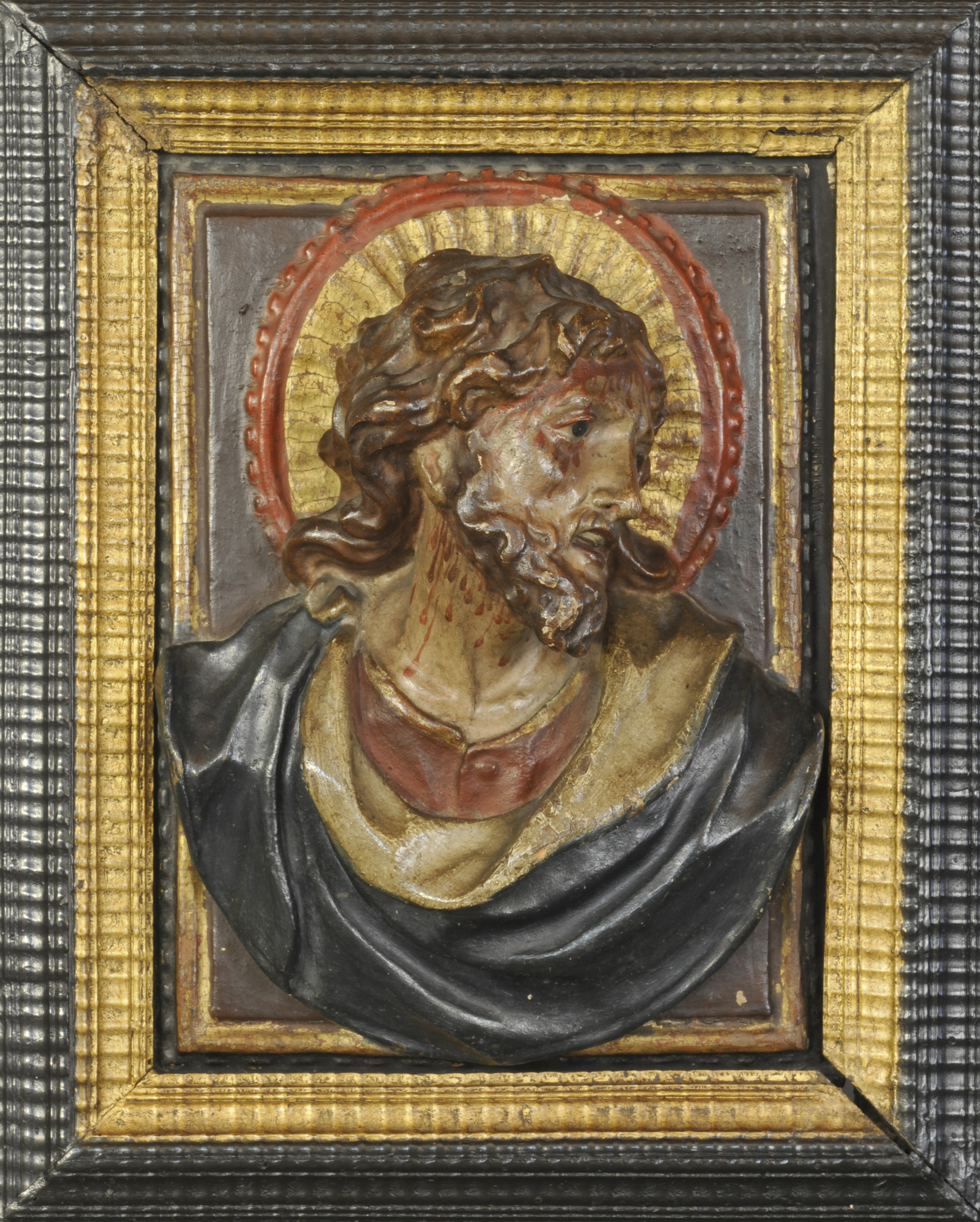
Grödner Holzschnitzerei: Martin Vinazer, Christusfigur im Halbrelief, signiert MVF 1727,

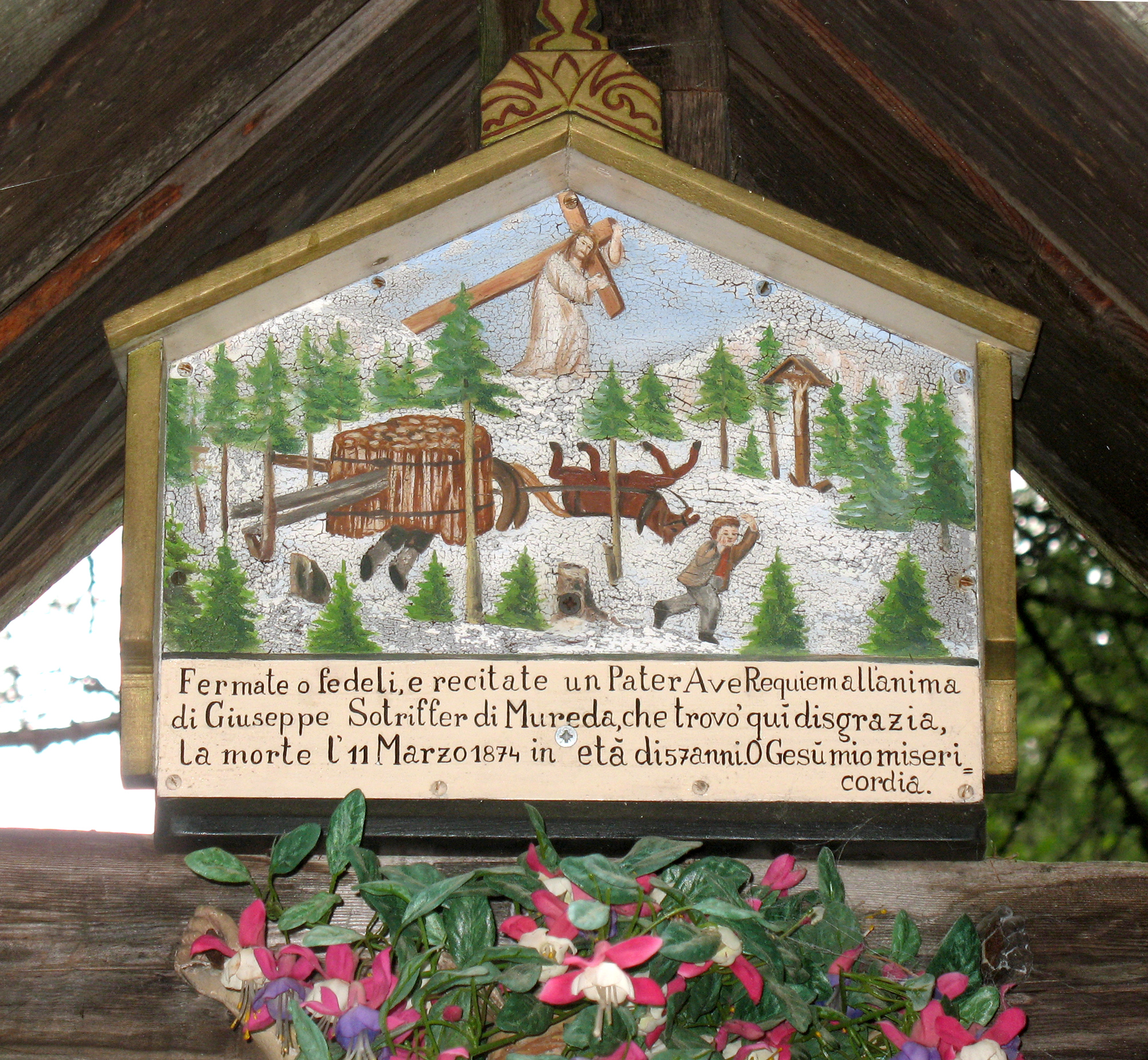
Marterl in St. Ulrich: Darstellung eines Arbeitsunfalles beim Holzführen 1874, Zeugnis der harten Arbeit der Bergbauern im damaligen Gröden

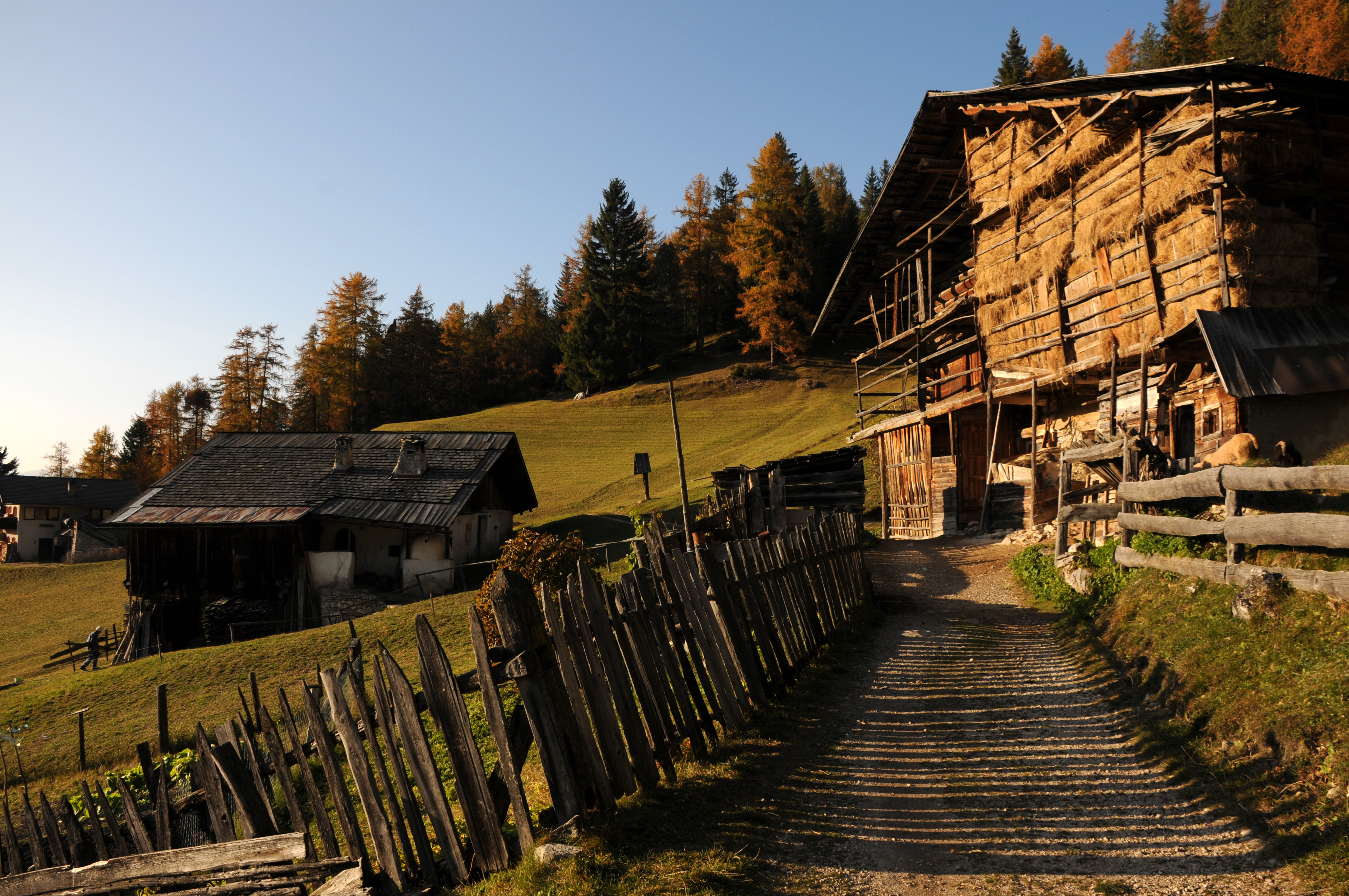
Der denkmalgeschützte Bauernhof „Peza“ in St. Ulrich in Gröden

### Künstler
- Ulrich Bernardi (1925–2016), Bildschnitzer
- Jakob Crepaz-Maidl (1874–1940), Bildhauer
- Johann Dominik Mahlknecht (1793–1876), Bildhauer
- Josef Mersa (1871–1914), Bildhauer
- Egon Moroder Rusina (* 1949), Maler
- Johann Baptist Moroder (1870–1932), Bildhauer
- Josef Moroder Lusenberg (1846–1939), Bildhauer und Maler
- Ludwig Moroder (1879–1953), Bildhauer
- Rudolf Moroder (1877–1914), Bildhauer
- Peter Nocker (1823–1880), Bildhauer
- Hans Perathoner (1872–1946), Bildhauer
- Samuel Perathoner, Bildhauer
- Franz Tavella (1844–1931), Bildhauer
- Christian Trebinger (um 1580–vor 1676), Bildhauer
- Markus Vallazza (1936–2019), Maler und Illustrator
- Martin Vinazer (1674–1744), Bildhauer

### Musiker
- Die Ladiner, Volksmusik-Duo
- Belsy (* 1984), Volksmusik-Sängerin
- Giorgio Moroder (* 1940), Komponist und Oscar-Preisträger

### Sportler
- Karla Delago (* 1965), Skifahrerin
- Leo Insam (1975–2023), Eishockeyspieler
- Carolina Kostner (* 1987), Eiskunstläuferin
- Isolde Kostner (* 1975), Skifahrerin
- Ivo Mahlknecht (1939–2020), Skifahrer
- Michela Ponza (* 1979), Biathletin
- Elena Runggaldier (* 1990), Skispringerin
- Lukas Runggaldier (* 1987), Kombinierer
- Peter Runggaldier (* 1968), Skifahrer
- Carlo Senoner (* 1943), Skifahrer
- Simona Senoner (1993–2011), Skispringerin
- Alex Vinatzer (* 1999), Skifahrer

### Bergsteiger
- Luis Trenker (1892–1990), Bergsteiger, Schauspieler und Schriftsteller
- Karl Unterkircher (1970–2008), Bergsteiger
- Batista Vinatzer (1912–1993), Bergsteiger
- Paula Wiesinger (1907–2001), Bergsteigerin, Skirennläuferin und Gastronomin
- Emilio Comici (1901–1940), Bergsteiger
- Ivo Rabanser (* 1970), Bergsteiger, Autor

### Sonstige
- Rut Bernardi (* 1962), ladinische Schriftstellerin und Publizisten
- Tresl Gruber (1897–1978), Lehrerin, Sprachwissenschaftlerin, Künstlerin
- Adele Moroder (1887–1966), ladinische Schriftstellerin
- Alex Moroder (1923–2006), Gründungsmitglied mehrerer Organisationen zur Erhaltung von ladinischer Sprache und Volkstum
- Franz Moroder (1847–1920), Kaufmann, Heimatforscher, Förderer des Alpinismus und Tourismus in Gröden sowie erster Bürgermeister der Marktgemeinde St. Ulrich
- Ernst Prinoth (1923–1981), Industrieller und Autorennfahrer
- Emil Terschak (1858–1915), Fotograf, Illustrator, Bergsteiger
- Oswald von Wolkenstein (um 1377–1445), spätmittelalterlicher Dichter und Komponist